# Saison 2012-2013 du Metz Handball
Maillots
Chronologie
Saison 2011-2012 du Metz Handball Saison 2013-2014 du Metz Handball
Dernière mise à jour : 5 mai 2016.
Cet article détaille la saison 2012-2013 du club de handball féminin du Metz Handball.

## Description
La saison précédente a vu Metz atteindre pour la première fois le top huit européen en rejoignant le tour principal de la Ligue des champions. Sur le plans national, il ne remporte cependant aucun titre pour la première fois depuis 23 ans. L'entraîneur Sébastien Gardillou est remercié et remplacé par Sandor Rac, un ancien du club. De nombreuses titulaires quittent le club comme Amandine Leynaud, Claudine Mendy, Marion Limal ou Allison Pineau. Pour les remplacer, le club recrute les internationales françaises Paule Baudouin et Gervaise Pierson, ainsi que les jeunes Kristina Liščević et Lara González Ortega. 
En février 2013, l'internationale ukrainienne Anastasiya Pidpalova rejoint Metz Handball pour évoluer au poste d'arrière droite.

## Transferts
| Nom | Nom                  | Poste                         | Provenance/Destination | Provenance/Destination     | Durée |
|     |                      |                               | Arrivées               |                            |       |
|     | Gervaise Pierson     | gardienne                     |                        | HBC Nîmes                  |       |
|     | Paule Baudouin       | ailière gauche                |                        | Mios-Biganos               |       |
|     | Kristina Liščević    | demi-centre                   |                        | ŽRK Metalurg Skopje        |       |
|     | Lara González Ortega | arrière gauche                |                        | CB Elche                   |       |
|     | Déborah Dangueuger   | gardienne                     |                        | Yutz HBF                   |       |
|     | Sandor Rac           | entraîneur                    |                        | HBC Bascharage             |       |
|     | Anastasiya Pidpalova | arrière gauche/arrière droite |                        | HC Dinamo Volgograd        |       |
|     |                      |                               | Départs                |                            |       |
|     | Amandine Leynaud     | gardienne                     |                        | CSO Râmnicu Vâlcea         | -     |
|     | Allison Pineau       | demi-centre                   |                        | CSO Râmnicu Vâlcea         | -     |
|     | Claudine Mendy       | arrière gauche                |                        | ŽRK Budućnost Podgorica    | -     |
|     | Marion Limal         | arrière gauche                |                        | HBC Nîmes                  | -     |
|     | Martine Ringayen     | ailière gauche                |                        | Cergy-Pontoise Handball 95 | -     |
|     | Sébastien Gardillou  | entraîneur                    |                        | OGC Nice                   | -     |
|     |                      |                               | Prolongations          |                            |       |

## Effectif
Note : Est indiqué comme étant en sélection nationale toute joueuse ayant participé à au moins un match avec une équipe nationale lors de la saison 2012-2013.

## Parcours européen
| Compétition                                                 | Tours                    | Opposants                   | Allers                   | Allers                   | Retours                  | Retours                  | Totaux                   | Rapports                 |
| Coupe EHF                                                   | Exempté du deuxième tour | Exempté du deuxième tour    | Exempté du deuxième tour | Exempté du deuxième tour | Exempté du deuxième tour | Exempté du deuxième tour | Exempté du deuxième tour | Exempté du deuxième tour |
| Coupe EHF                                                   | 3e tour                  | Érdi VSE                    | 10.11.2012               | 31-37                    | 18.11.2012               | 32-26                    | 63-63                    | Rapports                 |
| Coupe EHF                                                   | Huitième de finale       | KGHM Metraco Zaglebie Lubin | 02.02.2013               | 29-28                    | 09.02.2013               | 22-24                    | 53-50                    | Rapports                 |
| Coupe EHF                                                   | Quart de finale          | Astrakhanochka Astrakhan    | 09.03.2013               | 19-26                    | 16.03.2013               | 33-19                    | 52-45                    | Rapports                 |
| Coupe EHF                                                   | Demi-finale              | HC Zalău                    | 07.04.2013               | 34-15                    | 14.04.2013               | 21-26                    | 60-36                    | Rapports                 |
| Coupe EHF                                                   | Finale                   | Team Tvis Holstebro         | 05.05.2013               | 31-35                    | 12.05.2013               | 28-33                    | 63-64                    | Rapports                 |
| Metz Handball est défait en finale par Team Tvis Holstebro. |                          |                             |                          |                          |                          |                          |                          |                          |

| Rang | Joueuse                | Buts | MJ | Moy. |
| ---- | ---------------------- | ---- | -- | ---- |
| 1    | Ekaterina Andriouchina | 41   | 10 | 4,1  |
| 1    | Paule Baudouin         | 41   | 10 | 4,1  |
| 3    | Kristina Liščević      | 35   | 10 | 3,5  |
| 4    | Svetlana Ognjenović    | 30   | 10 | 3,0  |
| 5    | Jurswailly Luciano     | 24   | 10 | 2,4  |
| 6    | Nina Kanto             | 23   | 10 | 2,3  |
| 7    | Yvette Broch           | 21   | 10 | 2,1  |
| 8    | Katty Piejos           | 20   | 10 | 1,5  |
| 9    | Lara González Ortega   | 18   | 10 | 1,8  |
| 10   | Anastasiya Pidpalova   | 13   | 6  | 2,2  |
| 10   | Grâce Zaadi            | 13   | 10 | 1,3  |
| 12   | Marie Prudhomme        | 11   | 10 | 1,1  |
| 13   | Roseline Ngo Leyi      | 2    | 8  | 0,3  |